# Диплутонийгептадеканикель
Диплутонийгептадеканикель — бинарное неорганическое соединение
плутония и никеля
с формулой Ni17Pu2,
кристаллы.

## Получение
- Сплавление стехиометрических количеств чистых веществ:

{\displaystyle {\mathsf {2Pu+17Ni\ {\xrightarrow {1235^{o}C}}\ Ni_{17}Pu_{2}}}}

## Физические свойства
Диплутонийгептадеканикель образует кристаллы
гексагональной сингонии,
пространственная группа P 63/mmc,
параметры ячейки a = 0,829 нм, c = 0,801 нм, Z = 2,
структура типа гептадеканикельдитория Th2Ni17
.
Соединение образуется по перитектической реакции при температуре 1235°С.

## Химические свойства
- Разлагается при нагревании:

{\displaystyle {\mathsf {Ni_{17}Pu_{2}\ {\xrightarrow {>1235^{o}C}}\ 2Ni_{5}Pu+7Ni}}}